# 中村めぐみ
| 中村 めぐみ | 中村 めぐみ                                                                 |
| ----------- | --------------------------------------------------------------------------- |
| 出身地      | 日本 山口県 防府市                                                          |
| 学歴        | 国立音楽大学卒業 ロベルトシューマン 音楽大学大学院修了 ドイツ国家演奏家資格 |
| ジャンル    | クラシック                                                                  |
| 職業        | フルート奏者                                                                |
| 担当楽器    | フルート&ピッコロ                                                           |
| 公式サイト  | 公式ウェブサイト                                                            |

中村 めぐみ（なかむら めぐみ）は、山口県生まれのフルート奏者、広島市在住。広島交響楽団在籍。エリザベト音楽大学の非常勤講師。

## 経歴
山口県防府市生まれ。9歳から、小学校　ブラスバンド部にてフルートを始め、その後、国府中学校、防府高校、国立音楽大学を卒業。
国立音楽大学卒業時、武岡賞受賞し、首席で卒業。
ドイツ　ロベルト・シューマン大学デュッセルドルフ大学院、卒業試験において最高得点を得て卒業。　
1997年ドイツ演奏家国家試験において審査員全員一致の最高得点で合格。日本帰国。
1997年　神戸国際コンベンションコンクールのソロ部門にて2位入賞。
1998年　広島交響楽団入団。
2000年よりエリザベト音楽大学にて　非常勤講師として後進の指導にあたる。
フルートフェスタ山口実行委員長

## 主な受賞歴
- 1991年 国立音楽大学　卒業時に武岡賞受賞
- 1997年、フルートコンベンションコンクール フルートソロ部門において2位入賞。
- 2018年、広島県民文化奨励賞受賞。

## CD
- 2016年　ソロアルバム＜Piece of Soul～魂の故郷へ～＞をリリース